# See-Saw Game ～勇敢的戀曲～
《See-Saw Game ～勇敢的戀曲～》（日语：シーソーゲーム 〜勇敢な恋の歌〜，又譯為蹺蹺板遊戲），是日本樂團Mr.Children的第9張單曲。1995年8月10日發行。

## 簡介
CD封面是一隻坐在蹺蹺板上的小猴子，上面是樂團成員田原健一的題詞。 
歌曲MV中主唱櫻井和壽的造型是對英國創作歌手艾維斯·卡斯提洛的戲仿。
發售後連續3個星期佔據Oricon公信榜單曲週榜冠軍，最終銷量達181.2萬張，是1995年度日本單曲銷量第5名。也是日本史上無任何跨業合作（商業搭配）的單曲CD中，銷量第1名的一張。
此作品的CD收入和版稅都用於阪神大地震的賑災和抗擊艾滋病。

## 收錄曲目
1. See-Saw Game ～勇敢的戀曲～（シーソーゲーム 〜勇敢な恋の歌〜）
作詞、作曲：櫻井和壽；編曲:小林武史 & Mr.Children
2. Fragile（フラジャイル）
作詞、作曲：櫻井和壽；編曲:小林武史 & Mr.Children
3. See-Saw Game ～勇敢的戀曲～（純配樂版）

## 外部連結
- 唱片介紹（页面存档备份，存于） Mr.Children官方網站